# 800 de gloanțe
800 de gloanțe (în spaniolă 800 balas) este un film spaniol western de comedie din 2002 regizat de Álex de la Iglesia și scris de Iglesia împreună cu Jorge Guerricaechevarría. Rolurile principale au fost interpretate de actorii Sancho Gracia, Ángel de Andrés, Carmen Maura, Eusebio Poncela, Terele Pávez și Luis Castro.

## Distribuție
- Sancho Gracia - Julián.[9]
- Ángel de Andrés López - Cheyenne.[9]
- Carmen Maura - Laura.[9]
- Eusebio Poncela - Scott.[9]
- Luis Castro - Carlos.[9]
- Terele Pávez - Rocío.[9]
- Enrique Martínez - Arrastrado.[9]
- Luciano Federico - Enterrador.[9]
- Ramón Barea - Don Mariano.[9]
- Manuel Tallafé - Manuel.[9]
- Gracia Olayo - Juli.[9]
- Cesáreo Estébanez  - Andrés.[9]
- Eduardo Gómez - Ahorcado.[9]
- Eduardo Antuña - Taxista.[9]
- Berta Ojea - Ángeles.[10]
- Ane Gabarain - Jacinta.[9]
- Yoima Valdés - Sonia.[10]
- Alfonso Torregrosa - Jefe Policía.[9]
- Juan Viadas - Monitor.[9]
- Juanjo Legamiz - Camarero.[10]